# Championnat du monde féminin de curling 2017
Navigation
Édition précédente Édition suivante
Le Championnat du monde féminin de curling 2017 se déroule au Palais omnisports de la capitale de Pékin (Chine) du 18 au 26 mars 2017.

## Nations participantes
| Organisateur - Chine Amériques - Canada - États-Unis Pacifique - Corée du Sud | Europe - Allemagne - Tchéquie - Danemark - Italie - Écosse - Russie - Suède - Suisse |

## Tableau final
|  | Playoffs | Playoffs | Playoffs |  |   | Demi-finale | Demi-finale | Demi-finale |   |        | Finale | Finale | Finale |
|  |          |          |          |  |   |             |             |             |   |        |        |        |        |
|  |          |          |          |  |   |             |             |             |   |        |        |        |        |
|  | 1        | Canada   | 7        |  |   |             |             |             |   |        |        |        |        |
|  | 2        | Russie   | 3        |  |   |             |             |             |   |        | 1      | Canada | 8      |
|  |          |          |          |  | 2 | Russie      | 9           |             | 2 | Russie | 3      |        |        |
|  |          |          |          |  | 3 | Suède       | 3           |             |   |        |        |        |        |
|  | 3        | Suède    | 8        |  |   |             |             |             |   |        |        |        |        |
|  | 4        | Écosse   | 5        |  |   |             |             |             |   |        |        |        |        |

|  | Médaille de Bronze |        |   |
|  |                    |        |   |
|  | 4                  | Écosse | 6 |
|  | 3                  | Suède  | 4 |